# Луцій Еквіцій
Луцій Еквіцій (лат. Lucius Equitius; помер 10 грудня 100 року до н. е.) — давньоримський політичний діяч, обраний народним трибуном на 99 рік до н. е. Був союзником Луція Аппулея Сатурніна і загинув разом з ним.

## Походження
У античних авторів немає єдиної думки про походження Луція Еквіція. За словами Цицерона, він вирвався з колодок та ергастула; рабом-втікачем називає його Аппіан. Ця версія явно сходить до чуток, що розповсюджували політичні супротивники Еквіція. Більш пізні автори воліють говорити про темне походження. Так, Луцій Анней Флор називає Луція «людиною, яка не належала до якої-небудь триби, нікому не відома, без родового імені».

## Життєпис
У 102 році до н. е. Луцій Еквіцій оголосив, що насправді він — син Тіберія Семпронія Гракха, і отримав підтримку політика-демагога Луція Аппулея Сатурніна. Автор твору «Про знаменитих людей» стверджує навіть, що Сатурнін і намовив Еквіція стати самозванцем, щоб надалі використовувати його для залучення симпатій плебсу.
Ворог Луція Аппулея Квінт Цецилій Метелл Нумідійський, який тоді обіймав посаду цензора, відмовився включати новоявленого Гракха до списку римських громадян. Тоді на народні збори, що підтримували Еквіція, була викликана передбачувана тітка претендента на громадянство — вдова Сципіона Еміліана Семпронія. Вона не підкорилася кричущому натовпу, який вимагав, щоб Семпронія поцілувала самозваного племінника, і «відштовхнула це чудовисько». З усім тим вже в 100 році до н. е. Луцій Еквіцій завдяки підтримці Сатурніна та доброї пам'яті, яку плебс зберіг про Тіберія Гракха, домігся свого обрання народним трибуном. Незадовго до цього він був заарештований за наказом Гая Марія, але його звільнив натовп.
Незабаром сталося загострення конфлікту між сенатом і Сатурніном. Останній, оголошений вбивцею одного з кандидатів в консули Гая Меммія і бунтівником, очолив відкритий виступ, зазнав поразки у вуличних боях і втік на Капітолій. Еквіцій був разом з ним. Прихильники сенату перерізали водопровід, так що обложеним довелося здатися. Командувач переможців Гай Марій дав їм гарантії безпеки і помістив під охороною до Гостілієвої курії. Але натовп представників аристократії, які не довіряли Марію, увірвався в будівлю і перебив бранців дубинами. Згідно з Флором, це був «народ», згідно з Павлом Оросієм — вершники. Інші джерела стверджують, що вбивці залізли на дах і закидали Сатурніна та інших черепицею, але версії Оросія і Флора дослідники вважають більш вірогідними.
Серед загиблих був і Луцій Еквіцій. Згідно Аппіана, він загинув у перший день свого трибунату, тобто 10 грудня 100 року до н. е.